# Andy Ruepp

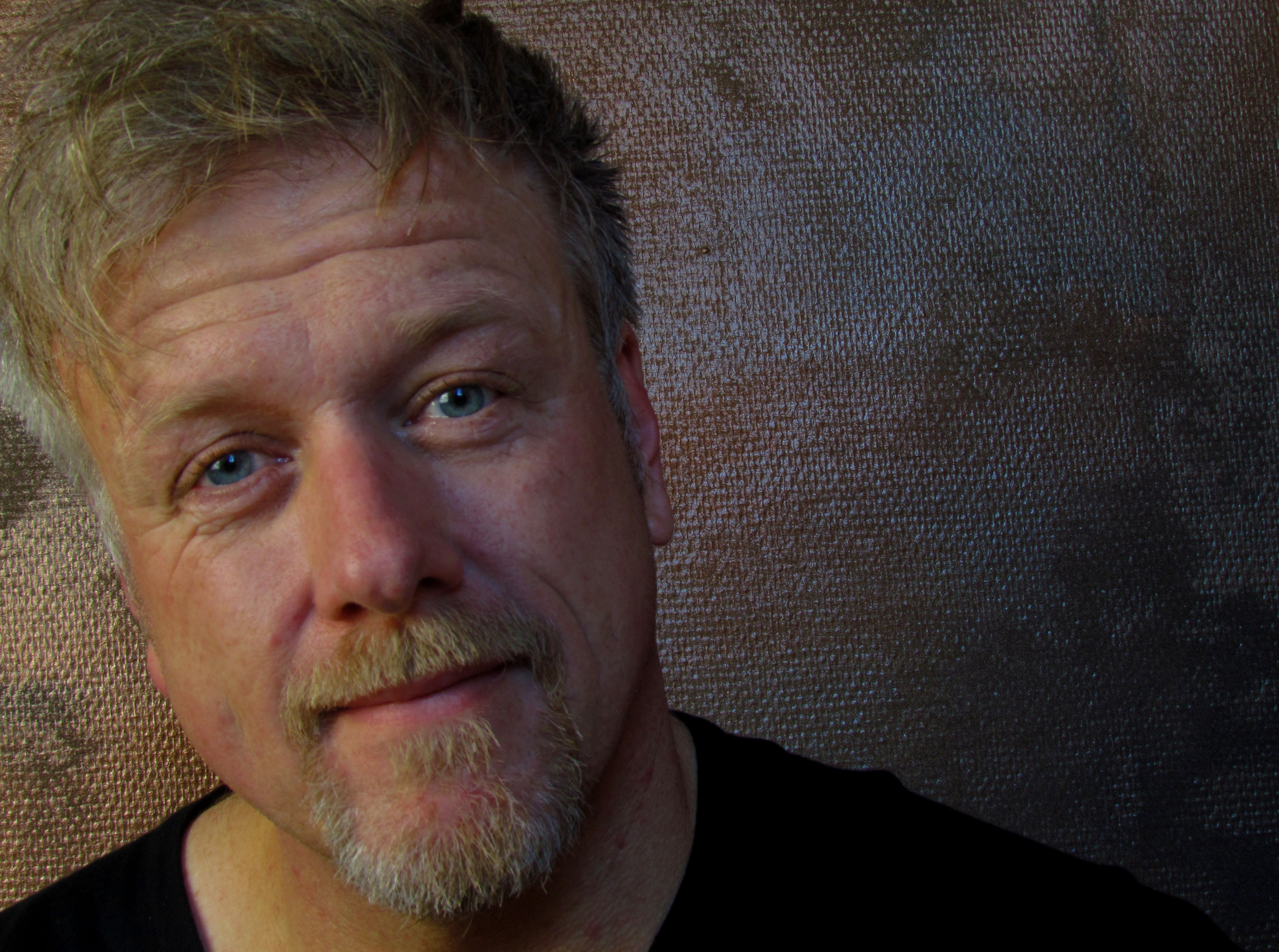
Andy Ruepp

Andy Ruepp (* 1968 in Leutkirch im Allgäu) ist ein deutscher Singer-Songwriter.

## Leben
Ruepp absolvierte eine Ausbildung zum Groß- und Außenhandelskaufmann und eine berufsbegleitende Weiterbildung zum Betriebswirt (VWA). Er ist Geschäftsführer eines mittelständischen Unternehmens und lebt seit 2020 in Koblenz.

## Musikkarriere
Ruepp begann mit acht Jahren, sich das Gitarrespielen beizubringen und trat seit Ende der 1980er Jahre öffentlich auf. Sein Repertoire beinhaltete überwiegend gecoverte Songs aus den 1960er und 1970er Jahren. Im Jahre 1997 erschien seine CD mit dem Titel Ready to go mit vier selbst komponierten Songs, im Jahr 2000 die CD Restless unter dem Projektnamen Twisted mit neun eigenen Titeln. Bis zu diesem Zeitpunkt hatte Ruepp seine Songs ausschließlich in Englisch geschrieben. Hinzu kamen noch zwei Kinderhörspiele mit dem Titel Ratzelfatz. Den Namen der Hauptfigur hat sich Ruepp schützen lassen. Im Jahr 2012 erschien seine erste deutschsprachige CD mit eigenen Songs unter dem Titel Westwind. 
Bis 2013 trat er mit dem Gitarrenduo Hiller & Ruepp, der Rock-Oldieband Twist and Shout sowie dem Duo Two For You auf. Seit August 2013 tritt Ruepp nur noch solo auf und präsentiert erstmals auch seine eigenen Songs auf der Bühne. Hinzu kommen immer wieder Auftragsarbeiten für Firmen, Gemeinden und andere Musiker. Unter anderem entstand auch so der Song für den Ort Isny im Allgäu mit dem Titel Bei uns in Isny.

## Diskografie
- 1997: Ready to go (CD)
- 2000: Twisted (CD)
- 2002: Ratzelfatz Das große Willkommen (Kinder-CD)
- 2004: Ratzelfatz Das grosse Treffen (Kinder-CD)
- 2012: Westwind (CD)
- 2013: Mach was draus (Single)
- 2013: Zeit (Single)
- 2013: Geile Zeiten (Single)
- 2014: Ja!Nina – Für den Moment (Album)
- 2014: BigShoe United – Am Start (Single)
- 2018:  Unser Firmensong – Capron (Single)